# Präsidentschaftswahl in Kap Verde 2001
Die Präsidentschaftswahl in Kap Verde 2001 fand am 11. Februar (erster Wahlgang) und am 25. Februar (Stichwahl) statt. Es war die dritte Wahl seit der Einführung des Mehrparteiensystems in Kap Verde im Jahre 1990.

## Kandidaten
Als Vertreter der zwei größten Parteien Kap Verdes, der Afrikanischen Partei für die Unabhängigkeit Kap Verdes (PAICV) und der Bewegung für die Demokratie (MpD), stellten sich die ehemaligen Premierminister Pedro Pires (PAICV) und  Carlos Veiga (MpD) zur Wahl.
Zuvor hatte bei den Parlamentswahlen im Januar 2001 die PAICV mit einer relativen Stimmenmehrheit eine absolute Mehrheit an Mandaten erreicht.

## Ergebnis
| Kandidaten                                          | Parteien                                              | 1. Wahlgang | 1. Wahlgang | 2. Wahlgang | 2. Wahlgang |
| Kandidaten                                          | Parteien                                              | Stimmen     | %           | Stimmen     | %           |
| --------------------------------------------------- | ----------------------------------------------------- | ----------- | ----------- | ----------- | ----------- |
| Pedro Pires                                         | Partido Africano da Independência de Cabo Verde       | 61.646      | 46,5        | 75.828      | 50,0        |
| Carlos Veiga                                        | Movimento para a Democracia                           | 60.719      | 45,8        | 75.811      | 50,0        |
| Jorge Carlos Fonseca                                | Aliança Democrática para a Mudança (UCID – PCD – PTS) | 5.142       | 3,9         |             |             |
| David Hopffer Almada                                | Unabhängig                                            | 4.989       | 3,8         |             |             |
| Gesamt                                              | Gesamt                                                | 132.496     | 100         | 151.639     | 100         |
|                                                     |                                                       |             |             |             |             |
| Ungültige Stimmen                                   | Ungültige Stimmen                                     | 1.999       | 1,5         | 1.768       | 1,2         |
| Wähler                                              | Wähler                                                | 134.495     | 51,7        | 153.407     | 59,0        |
| Wahlberechtigte                                     | Wahlberechtigte                                       | 260.221     |             | 260.209     |             |
|                                                     |                                                       |             |             |             |             |
| Quellen: Boletim oficial, 1. Wahlgang – 2. Wahlgang |                                                       |             |             |             |             |

Nach dieser mit einem sehr knappen Vorsprung gewonnenen Wahl folgte Pedro Pires dem Präsidenten von 1991 bis 2001 António Mascarenhas Monteiro (MpD) im Amt.
Pedro Pires und Carlos Veiga waren auch bei der folgenden Präsidentschaftswahl im Februar 2006 die einzigen Kandidaten. Auch diese Wahl konnte Pires mit einem Stimmenanteil von 50,98 % für sich entscheiden.